# Maljine
Maljine (Maline) su naseljeno mjesto u općini Travnik, Federacija Bosne i Hercegovine, BiH.

## Povijest
Tijekom bošnjačko-hrvatskog sukoba, dana 8. lipnja 1993. pripadnici Armije RBiH strijeljali su najmanje 22 Hrvata na lokalitetu Bikoši.

## Stanovništvo

### Popisi 1971. – 1991.
| Maljine            |              |              |              |
| godina popisa      | 1991.        | 1981.        | 1971.        |
| Muslimani          | 984 (66,35%) | 855 (62,40%) | 725 (60,01%) |
| Hrvati             | 495 (33,37%) | 508 (37,08%) | 475 (39,32%) |
| Srbi               | 0            | 5 (0,36%)    | 1 (0,08%)    |
| Jugoslaveni        | 0            | 0            | 0            |
| ostali i nepoznato | 4 (0,26%)    | 2 (0,14%)    | 7 (0,57%)    |
| ukupno             | 1.483        | 1.370        | 1.208        |

### Popis 2013.
| Maljine            |              |
| godina popisa      | 2013.        |
| Bošnjaci           | 991 (90,50%) |
| Hrvati             | 96 (8,77%)   |
| Srbi               | 1 (0,09%)    |
| ostali i nepoznato | 7 (0,64%)    |
| ukupno             | 1.095        |